# LaSalle Bank Open
Het LaSalle Bank Open was een golftoernooi van de Nationwide Tour.
Van 2002-2007 stond het toernooi bekend als het LaSalle Bank Open. In 2007 werd de LaSalle Bank overgenomen door de Bank of America en veranderde de naam van de laatste editie in Bank of America Open. Het prijzengeld was de laatste jaren $ 750.000, waarvan $ 135.000 naar de winnaar ging. Het was daarmee een van de hoogst gedoteerde toernooien van de Nationwide Tour.
Het toernooi werd steeds op The Glen Club in Glenview, Illinois gespeeld. De par van de baan was 71, maar na enkele wijzigingen in 2006 werd de par van de baan aangepast naar 72. 

## Winnaars
| Jaar                 | Winnaar           | Scores            | Scores            | Info                                  |
| LaSalle Bank Open    | LaSalle Bank Open | LaSalle Bank Open | LaSalle Bank Open | LaSalle Bank Open                     |
| -------------------- | ----------------- | ----------------- | ----------------- | ------------------------------------- |
| 2002                 | Marco Dawson      | 276               | -8                | volledige uitslag                     |
| 2003                 | Andre Stolz       | 271               | -17               | volledige uitslag                     |
| 2004                 | Brendan Jones     | 268               | -16               | volledige uitslag[dode link]          |
| 2005                 | Chris Couch       | 269               | -15               | volledige uitslag[dode link]          |
| 2006                 | Jason Dufner      | 279               | -5                | volledige uitslag                     |
| 2007                 | John Riegger      | 271               | -17               | volledige uitslag, eerste overwinning |
| Bank of America Open |                   |                   |                   |                                       |
| 2008                 | Kris Blanks       | 272               | -16               | volledige uitslag                     |